# Orenaia andereggialis
Orenaia andereggialis là một loài bướm đêm trong họ Crambidae.